# シューベルト綾
シューベルト 綾（シューベルト あや、1978年10月23日 -　）は、日本の元女優。ドイツ・ベルリン出身。てんびん座。ボックスコーポレーションに所属していた。本名、シューベルト綾ライラ（シューベルト あや ライラ）。

## 人物
父は日本人で、母はドイツ人。公称されていたサイズは身長161cm、B91cm、W56cm、H90cm。
2歳の時にベルリンから来日。趣味・特技は英語、ドイツ語、スキー、ローラーブレード、乗馬、スノーボード、スタイル画。ウインタースポーツは万能で、スキーはプロ級と言われていた。
テレビドラマ『17才-at seventeen-』のクランクアップ後の1994年9月から1年間、カナダの芸術学校に留学。1995年の時点で世界40か国を巡った経験がある。

## 出演

### テレビドラマ
- 17才-at seventeen- （1994年、フジテレビ） - 金子玲奈 役

### CM
- エースコック 「力うどん もちもちラーメン」 （1994年）
- ライオン 「エチケットブレスフレッシュ」 （1996年）